# 圣保罗-阿尔巴内塞
圣保罗-阿尔巴内塞（義大利語：San Paolo Albanese），是意大利波坦察省的一个市镇。总面积29平方公里，人口327人，人口密度11.3人/平方公里（2009年）。ISTAT代码为076020。